# Am I Okay?
Am I Okay? — второй студийный альбом американской кантри-певицы и автора-исполнителя Меган Морони, изданный 12 июля 2024 на лейблах Sony Music и Columbia Records. Продюсером альбома выступил Кристиан Буш из группы Sugarland, который также продюсировал дебютный альбом Морони Lucky. Морони написала или стала соавтором всех четырнадцати песен альбома, которому предшествовал выпуск ведущего промо-сингла «No Caller ID» 19 января 2024 года. Затем последовали дополнительные промо-синглы, включая «28th of June» и «Indifferent». За неделю до выхода альбома Морони выпустила ещё два сингла: «Man on the Moon» и «Hell of a Show». Заглавный трек альбома будет выпущен в качестве лид-сингла на кантри-радио 26 августа 2024 года.

## История
Am I Okay? последовал за дебютным альбомом Морони Lucky, выпущенным годом ранее. Морони анонсировала альбом 3 мая 2024 года вместе с промо-синглом «Indifferent». В пресс-релизе альбом описывается как демонстрация «бесконечных способов, которыми разбитое сердце изменяет наши жизни». Морони создала стиль «emo cowgirl» с момента выхода своего первого сингла благодаря эмоциям, отображаемым в её песнях, и этот альбом полностью соответствует этому стилю.
В интервью Billboard Морони рассказала о том, как она во второй раз объединилась с Кристианом Бушем, заявив: «Он — огромная часть того звука, который мы создали. Мне нравится, что все звучит очень живо. Вы можете сказать, что это реальные люди, играющие на инструментах. Мы приходим в студию и думаем: „Я в первую очередь автор песен, так что что будет звучать лучше всего, чтобы усилить историю, которую я рассказываю?“ Он великолепен, и я не вижу, чтобы мы не работали вместе», и выразила мнение, что при создании Lucky она чувствовала большее давление, чем при записи Am I Okay?, потому что она была так занята записью этого альбома, что у неё «не было времени на то, чтобы все обдумать». Описывая, как органично писались песни, Морони объяснила: «В моей личной жизни происходили события, и я хотела написать об этом. Я писала в терапевтических целях, а потом смотрю вниз и думаю: „О, у меня есть целый альбом, и все эти песни сочетаются друг с другом“», — и добавила, что каждому своему проекту она присваивает определённый цвет, потому что «ассоциирует цвет с эмоциями». Она заявила, что «когда я написала „Miss Universe“, самую старую песню в альбоме, я подумала: „Это мой королевский синий цвет“, и я надеялась, что остальные песни, которые я написала для альбома, будут соответствовать этому синему. Думаю, „Indifferent“, „Am I Okay?“, „Man on the Moon“ — все они похожи. Королевский синий — это мощный цвет, он может быть сильным и печальным. Так что все в моём мире сейчас синее».

## Отзывы
| Оценки критиков | Оценки критиков |
| Источник        | Оценка          |
| --------------- | --------------- |
| AllMusic        | [ 10 ]          |
| Rolling Stone   | [ 11 ]          |

После выхода альбом Am I Okay? получил положительные отзывы критиков. Rolling Stone охарактеризовал Am I Okay? как демонстрацию «глубоких чувств» Меган Мороуни с отсылками к терапии («No Caller ID»), страхам умереть в одиночестве («Third Time’s the Charm»), безразличной покорности («Indifferent») и «скорбной прощальной балладой», вдохновлённой потерей её дяди в результате терактов 11 сентября («Heaven by Noon»). Несмотря на тяжесть затронутых тем, издание заявило, что альбом избегает быть «унылым» проектом, отметив, что «ловкий подход Морони к лирике» в сочетании с «радио-готовностью» продюсера Кристиана Буша сделали его «одним из самых приятных для прослушивания в этом году». Крис Уиллман из Variety заявил, что альбом «доказывает, что она — хранитель кантри», написав песни, сосредоточенные на реальном жизненном опыте, который «пробирает до костей, как в большинстве песен Music City». Он отметил лиричность и разнообразие материала — от грусти в таких треках, как «No Caller ID» и «Heaven by Noon», до юмора в «Miss Universe» и бодрости в «Man on the Moon» и «Indifferent», а также положительно отозвался о значительном использовании в альбоме стальной гитары и вокале Морони, который варьируется между обыденной тягучестью и рашпилем. Автор Holler Джоф Оуэн оценил альбом на 9/10, положительно охарактеризовав его как «нечто, созданное женщиной, для женщин и о женщинах». Автор AP Мария Шерман назвала Am I Okay? более «экспансивным», чем её дебютный альбом, сказав, что «хотя большинство песен на этом 14-трековом сборнике уходят в менее оптимистичную область, возросшая уверенность Морони слышна там, где это важнее всего: в силе её песенного творчества». Несколько изданий провели сравнение с Тейлор Свифт в треке «Noah».
Тимоти Монгера отметил в AllMusic, что «Спустя всего год после дебюта Меган Морони закрепила свой статус кантри-звезды с Am I Okay?, уверенным продолжением с сердечной болью, ударом и натиском. Как и в альбоме 2023 года Lucky, уроженка Саванны демонстрирует свою любовь к балладам о разрыве, рассказывая душераздирающие истории, которые одновременно легко воспринимаются и тихо умничают».

### Итоговые годовые списки
| Публикация/критик | Ранг | Список                             |
| ----------------- | ---- | ---------------------------------- |
| Holler            | 2    | The 25 Best Country Albums of 2024 |
| Rolling Stone     | 11   | The 30 Best Country Albums of 2024 |
| Taste of Country  | 3    | The 10 Best Country Albums of 2024 |

## Коммерческий успех
Am I Okay? дебютировал на 9-м месте в Billboard 200 и на третьем месте в Billboard Top Country Albums в чартах от 27 июля 2024 года с дебютным тиражом 43 000 единиц.

## Список композиций
| №                   | Название                 | Автор(ы)                                                        | Длительность |
| ------------------- | ------------------------ | --------------------------------------------------------------- | ------------ |
| 1.                  | «Am I Okay?»             | Jessie Jo Dillon Люк Лэрд Megan Moroney                         | 3:55         |
| 2.                  | «Third Time's the Charm» | Moroney                                                         | 3:51         |
| 3.                  | «No Caller ID»           | Jessi Alexander Dillon Connie Harrington Moroney                | 3:28         |
| 4.                  | «Man on the Moon»        | Эшли Горли Moroney Casey Smith David Mescon                     | 3:07         |
| 5.                  | «28th of June»           | Mackenzie Carpenter Micah Carpenter Mescon Moroney Ben Williams | 3:45         |
| 6.                  | «Indifferent»            | Mackenzie Carpenter Micah Carpenter Moroney Williams            | 2:56         |
| 7.                  | «Noah»                   | Alexander Dillon Harrington Moroney                             | 3:31         |
| 8.                  | «Miss Universe»          | Moroney AJ Pruis Лиз Роуз                                       | 3:01         |
| 9.                  | «Mama I Lied»            | Rob Hatch Mescon Moroney Williams                               | 3:27         |
| 10.                 | «I Know You»             | Jacob Kasher Hindlin Mescon Moroney Williams                    | 2:40         |
| 11.                 | «The Girls»              | Mackenzie Carpenter Micah Carpenter Moroney Williams            | 3:06         |
| 12.                 | «Heaven by Noon»         | Dillon Matt Jenkins Moroney                                     | 3:42         |
| 13.                 | «Hope You're Happy»      | Laird Шейн Маканалли Moroney                                    | 3:28         |
| 14.                 | «Hell of a Show»         | Moroney                                                         | 1:47         |
| Общая длительность: | Общая длительность:      | Общая длительность:                                             | 45:44        |

## Чарты
| Чарт (2024)                              | Высшая позиция |
| ---------------------------------------- | -------------- |
| Австралия (Country Albums, ARIA)         | 16             |
| Австралия (Hitseekers Albums, ARIA)      | 6              |
| Канада (Canadian Albums, Billboard)      | 36             |
| Шотландия (Scottish Albums Chart)        | 43             |
| Великобритания (UK Digital Albums Chart) | 28             |
| Великобритания (UK Country Albums Chart) | 4              |
| США (Billboard 200)                      | 9              |
| США (Top Country Albums, Billboard)      | 3              |